# 班傑明·塔克
班傑明·塔克（英語：Benjamin Tucker，1854年4月17日—1939年6月22日）是19世紀美國個人無政府主義的主要思想家。

## 理念
班傑明·塔克對於美國個人無政府主義發展的貢獻主要是透過他出版的作品和自己撰寫的文章。在編輯和出版無政府主義者的定期期刊Liberty時，塔克篩選並結合了許多歐洲的思想家如赫伯特·斯宾塞和皮埃爾-約瑟夫·普魯東以及其他早期美國個人主義思想家如萊桑德·斯波納、威廉·葛林、和約書亞·沃倫等人的思想，也包括了當時其他許多如自由思考和自由戀愛的思潮，這些都是為了推廣他理想中的個人無政府主義哲學。
與其他當時的社會運動者一樣，塔克大力提倡自由戀愛和自由思考，反對政教合一以及對於非侵略性行為的禁止。不過他觀察到了美國勞工的窮苦處境，認為那是由於國家授權的壟斷所造成的：
1. 貨幣的壟斷
2. 土地的壟斷
3. 關稅
4. 專利權

他花了數十年時間研究政府的經濟控制如何產生、以及多少貨幣才算正當。他認為利息和利潤都是剝削的形式，宣稱這些行為雖然沒有直接透過強迫的力量（或稱「入侵」），但卻有可能造成銀行業的壟斷（通常是由國家控制），而進一步造成強迫和入侵的產生。塔克認為任何利息和利潤都是「高利貸」，並認為那是壓迫勞工的基礎。他宣稱無政府主義必須維持「個人控制其生產出或購買而得的產品—亦即私人財產的自由」否則無論如何都是毫無意義的。也是從這裡塔克跟隨了普魯東的理念，主張財產不可能在沒有勞工的情況下產生。塔克相信私人財產是個人自由和進步所不可或缺的。不過，他也反對維持那些未被使用的土地的所有權，認為土地必須一直被擁有者所使用才能保持獨占權利。雖然他認為保護未被使用的土地是不道德的，但他主張自由最大的威脅是對於銀行業的壟斷—尤其是政府以許可執照制度所進行的壟斷。
塔克認為只要解除對銀行業的管制，勞工的薪資便能提升。他認為只要銀行業之間展開競爭，便能降低銀行利率、同時也會進一步刺激創業浪潮。他認為這樣一來便會大幅降低尋求薪資工作的個人、使他們得以自行創業，接踵而來的頻繁競爭又會進一步拉抬勞工的工資。「因此，將利率拉低也會引發拉抬工資的浪潮。」
塔克反對贸易保护主义，他主張關稅會限制國內企業與外國企業競爭，而進一步造成物價高漲。他相信自由貿易會幫助市場降低物價，因此能使勞工取得他的「自然薪資」。不過，塔克並不相信智慧財產權的權利，這使他與其他一些個人無政府主義者如萊桑德·斯波納產生衝突，斯波納等人認為創新的概念也是屬於勞動的產品。
如同許多個人主義者一般，塔克並不相信無政府狀態下烏托邦的和平理想便會實現。所以他主張個人的自由和財產應該交由私營的防衛治安機構負責，但他反對讓國家壟斷治安的服務，他主張提供治安服務的私營公司應該在自由市場裡互相競爭，他說道：「治安服務就和其他的服務一樣，都是有用處而且有需求的勞動，因此也應該是經濟上符合需求與補給原則的商品。」
他也是第一名將普魯東的《什麼是財產？》一書翻譯為英文的人，他也翻譯了麥克斯·施蒂納所著的《唯一者及其所有物》一書，他對這些翻譯作品感到相當自豪。
Liberty期刊發行了一些思想家如萊桑德·斯波納、維多·尤拉斯（Victor Yarros）等人的原始著作。
Liberty期刊也將萧伯纳等人的原始著作引進美國，塔克也是第一名將尼采著作翻譯為英文的美國人。

塔克的期刊也大力提倡麥克斯·施蒂納的利己主義。這造成了美國個人無政府主義者之間的分裂—分為塔克的利己主義派、和主張自然法的斯波納派。兩派都反對強迫的權威、非自願的法律、以及「社會契約」的概念，但兩派在個人主義的哲學根基上產生差異：自然法派主張個人有著天賦的權利免受強迫力量侵擾，而利己主義派則強調每個人追求各自私利的制度。由於塔克的利己主義理念，他對於個人主義的看法開始傾向於功利主義的方向而不是絕對的原則。他認為強迫那些面臨死亡或患病的人簽下契約是錯誤的，他說：
「人類奮鬥的最終目標是將痛苦的程度最小化。通常我們之所以致力於減少侵犯的行為，只是為了減少遭受痛苦的總數（自我遭受的痛苦，無論直接的或經由他人同情心的）。但更準確的說，我認為儘管這種常規在現在看來有多麼重要，但它卻不是絕對的；反過來說，如果未來某一天強迫性的侵略行為能夠減少人類遭受痛苦的總數，這種侵略行為是可以被接受的。也因此當我們替不強迫不侵略的理想辯護時，我們衡量的不是侵略的程度，而是遭受痛苦的程度…對我而言這個原則為—每個人的最終目標是將其遭受的痛苦程度最小化。」
由於與萊桑德·斯波納的道德哲學產生分裂，從那時起塔克也不再編輯Liberty期刊了。

## 生平、地點和事件
- 1854年4月17日生於麻薩諸塞州南達特茅斯（South Dartmouth）。
- 1872年 — 在麻省理工學院就讀時，塔克參加了位於波士頓的新英格蘭勞工改革聯盟—這個聯盟是由威廉·葛林發起的。在大會上塔克購買了Mutual Banking, True Civilization一書，以及由鼓吹自由戀愛的無政府主義者以斯拉·海伍德所著的小冊子。除此之外，以斯拉·海伍德還引薦塔克認識了威廉·葛林和約書亞·沃倫。
- 1876年 — 塔克加入了激進派：塔克翻譯了普魯東的《什麼是財產？》一書，並且由Heywood出版。
- 1877年-1878年 — 發行了他第一本雜誌Radical Review，持續發行了4期。
- 1881年8月至1908年4月 — 開始發表期刊Liberty，被廣泛認為是個人無政府主義在英文世界所發行過最好的期刊。
- 1892年 — 將Liberty地址從波士頓遷往紐約。
- 1906年 — 在紐約市開辦了塔克的獨特書店 — 提倡「哲學上的利己主義、政治上的無政府主義、藝術上的破除迷信」。
- 1908年 — 一場大火摧毀了塔克30年來收藏的書籍和小冊子，更糟的是塔克沒有投保。同時塔克的情人Pearl Johnson—比他年輕了整整25歲—懷孕生下了他們的女兒Oriole Tucker。女兒出生後6週塔克關閉了Liberty期刊和書店，舉家遷至法國。
- 1913年 — 塔克開始替The New Freewoman雜誌撰寫文章，他稱之為「有史以來最重要的出版品」。
- 1939年 — 塔克死於摩纳哥，陪伴他的有情人Pearl Johnson和他們的女兒，後來她回憶道：「父親對共產主義的痛恨態度從沒有改變，對信仰的態度也沒有改變...在他死前最後一個月裡他曾要求法國的女管家到他身旁『叫她過來。見證我臨終前仍然沒有呼喚上帝。我不相信上帝！』」J. William Lloyd記載道 （页面存档备份，存于）「沒有任何東西能比共產主義更被塔克痛恨的了，無政府共產主義者通常藐稱塔克為『教皇』」。

## 外部連結

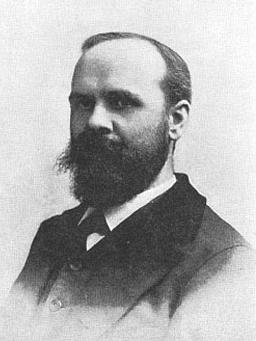
班傑明·塔克

- BlackCrayon.com: People: Benjamin Tucker
- Benjamin Tucker （页面存档备份，存于） 無政府檔案庫
- Benjamin Tucker, Liberty, and Individualist Anarchism 由溫蒂·莫艾洛依
- Benjamin Ricketson Tucker （页面存档备份，存于） 從古典自由主義檔案庫
- Benjamin Tucker and His Periodical, Liberty （页面存档备份，存于） 由 Carl Watner
- Benjamin Tucker, Liberty and Taxation （页面存档备份，存于）
- Memories of Benjamin Tucker （页面存档备份，存于） 由J. William Lloyd (1935)
- An Interview With Oriole Tucker 塔克女兒透露的傳記